# 스타 트렉: 스타플릿 아카데미
《스타 트렉: 스타플릿 아카데미》(영어: Star Trek: Starfleet Academy)는 파라마운트+에서 방영 예정인 미국의 공상 과학 드라마이다.